# Памятник из законов, руководствующий к познанию приказного обряда, собранный по азбучному порядку
«Памятник из законов, руководствующий к познанию приказного обряда, собранный по азбучному порядку» — многотомный труд по законодательству Российской империи изданный в 1798 году на русском языке в городе Владимире, который был составлен Фёдором Денисовичем Правиковым и его сыном Александром (1772—1820), задолго до издания «Свода законов Российской империи», став едва ли не первым подобным проектом такого масштаба.
По словам самого Ф. Д. Правикова, «великое множество законов до крайности затрудняет возможность уразуметь скоро их точность и который из них к какой материи служит или не служит». Правиков составил список юридических терминов, расположил их в алфавитном порядке, приложил к каждому термину объяснение и привел при каждом из них относящиеся к нему Указы, разновременно изданные, и Высочайшие резолюции, состоявшиеся по делам, которые более или менее касались данного термина.
«Памятник из законов, руководствующий к познанию приказного обряда, собранный по азбучному порядку» первоначально состоял из трёх частей, вышедших в 1798—1800 гг. В 1804 году вышла четвёртая часть, содержавшая узаконения по 1801 год.
Этот труд Правикова имел большой успех в свое время; в 1807 году последовало уже пятое издание этого справочника, с дополнением всех четырёх частей вновь состоявшимися узаконениями. Эти дополнения побудили сына Правикова, Александра Фёдоровича, принимавшего участие в трудах отца, закончить начатую последним пятую часть, которая вышла в 1807 году. Пятая часть содержит в себе новые узаконения и некоторые старые, не вошедшие почему-либо в состав первых четырех частей. При этом для большего удобства приискания узаконений было составлено особое оглавление. Немного позднее, в 1814 году, Александр Правиков составил и шестую часть «Памятника», в которую вошли узаконения, являющиеся дополнениями к помещенным уже в первых пяти частях. В 1816 и 1820 годах были изданы им же седьмая, восьмая, девятая и десятая части «Памятника», в которых включены узаконения, вышедшие до 1819 года. Правиков-сын предполагал составить ещё и общий алфавитный указатель, но не успел из-за болезни и скоропостижной кончины.
Третье издание «Памятника» вышло в 6 частях в 1803—1807, 6-е издание, в 17 частях — в 1819—1827 гг.